# Evangelisch-reformierte Kirche Helpup

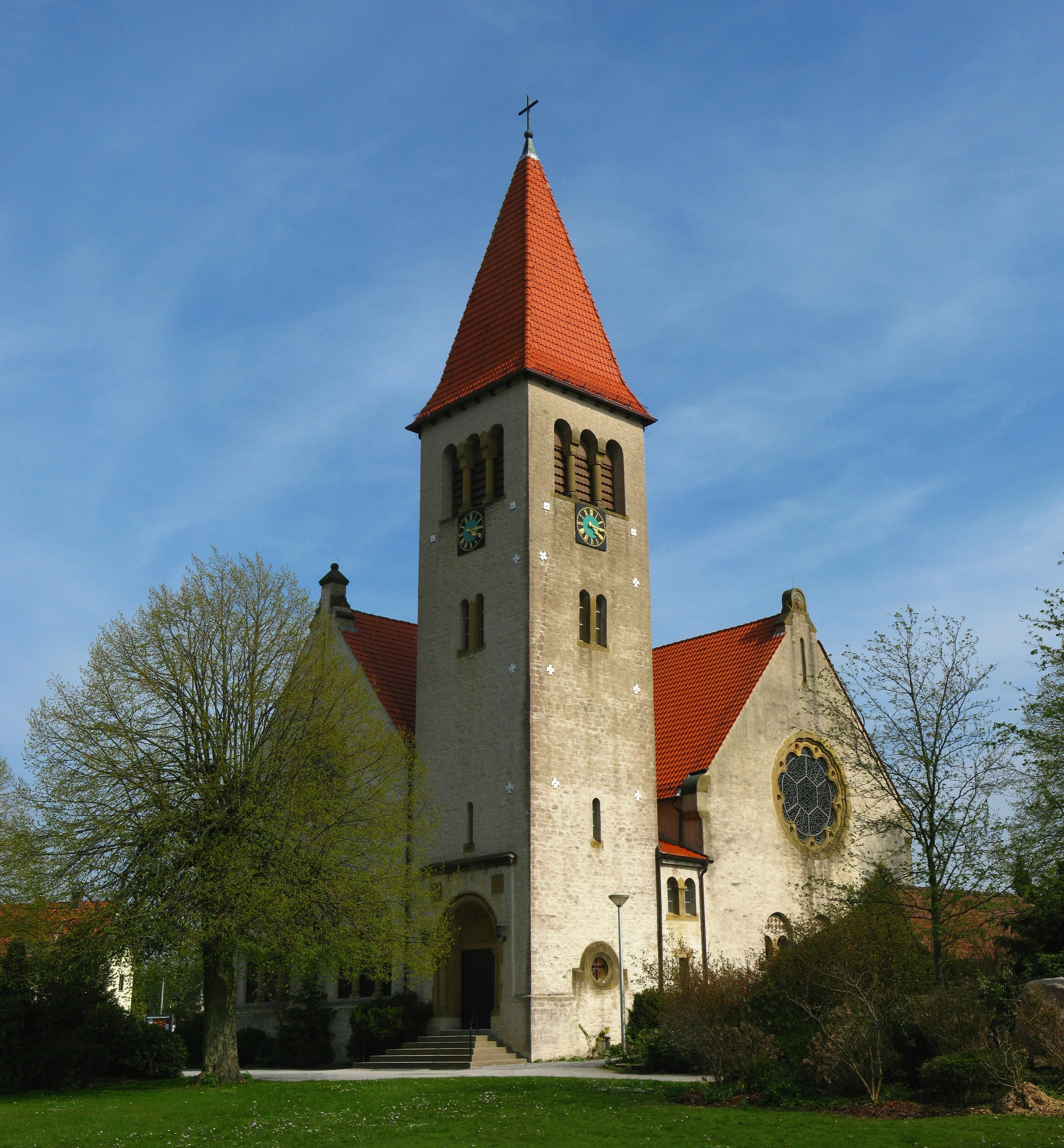
Evangelisch-reformierte Kirche in Helpup

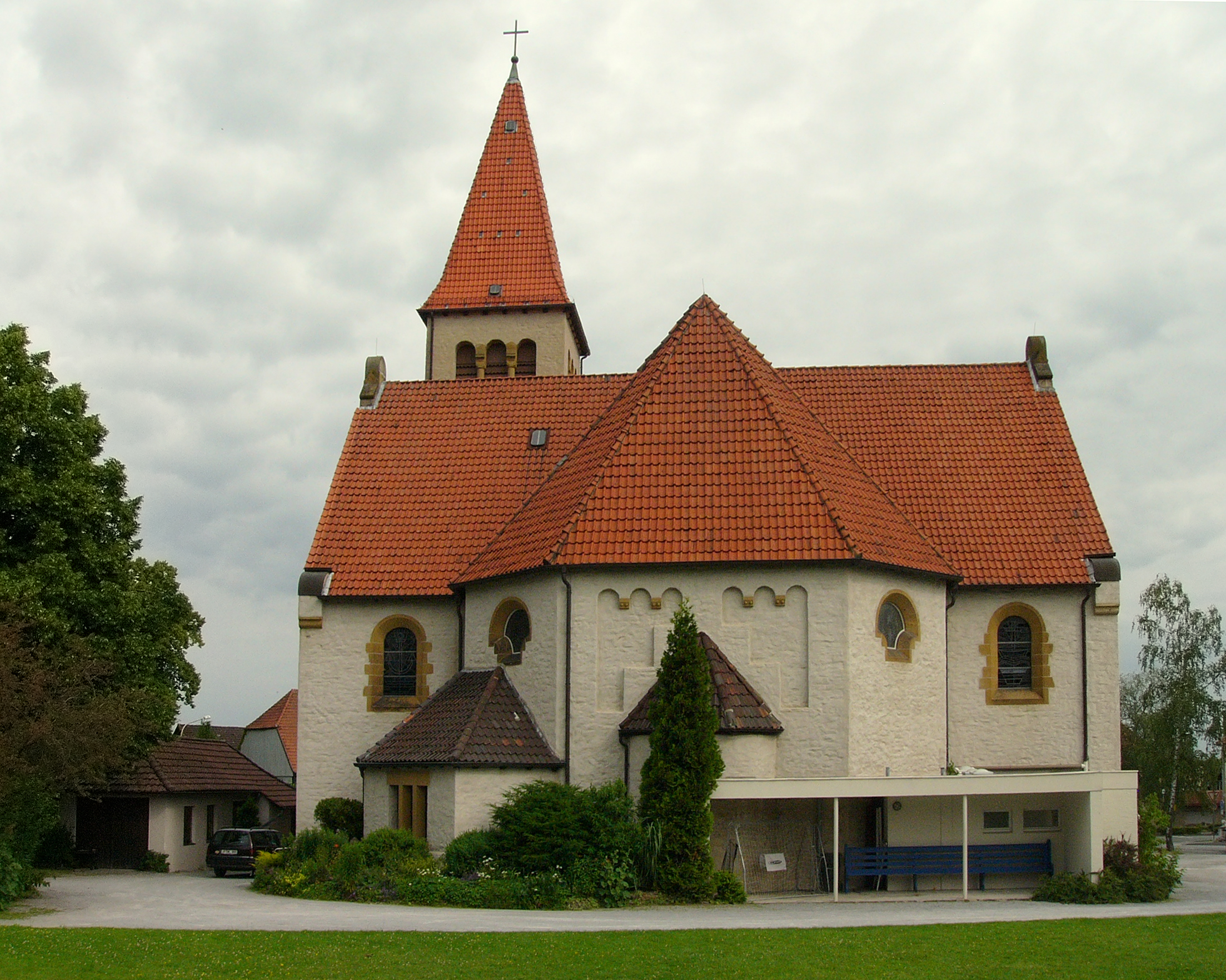
Seitenansicht

Die Evangelisch-reformierte Kirche ist ein denkmalgeschütztes Kirchengebäude in Helpup, einem Ortsteil von Oerlinghausen im Kreis Lippe (Nordrhein-Westfalen). Das Bauwerk ist mit der Nummer 46 als Baudenkmal in die städtische Denkmalliste eingetragen.

## Geschichte und Architektur
Die kreuzförmige, neuromanische Saalkirche mit kurzen Querarm wurde von 1906 bis 1907 nach Entwürfen der Architekten Karl Siebold und Winkler errichtet. Der Kirchturm ist im Südwestwinkel angebaut. Das verputzte Bruchsteinmauerwerk ist mit Werksteinelementen, wie großen Kreisfenster und Drillingsöffnungen, gegliedert. Der weite Innenraum hat eine zentralbauartige Wirkung. Im Westen ist eine Empore eingebaut, die Holzdecke ist ansteigend.
Das Pfarrhaus wurde als malerischer Bruchsteinbau mit Fachwerkelementen gebaut.